# 中華民國—土耳其關係
中華民國與土耳其共和國於1934—1971年有官方外交關係，斷交後，於對方首都互設具大使館功能的代表機構。

## 政治

### 外交
1928年，兩國簽署《友好條約》，在首都南京設立土耳其共和國駐中華民國公使館，並派駐代办。1931年，土耳其關閉公使館。
1934年4月4日，再次簽署《中國土耳其友好條約》，建立公使級外交關係，於首都安卡拉設立中華民國駐土耳其共和國公使館，並派駐公使。
1939年，土耳其派駐中華民國公使。
1943年10月29日，土耳其公使館升格為大使館，並派駐大使。
1945年1月1日，中華民國公使館升格為大使館，並派駐大使。
中華民國與土耳其共和國是少數歷經聯俄容共階段而最終未被共產國際吞噬的反共政權。中華民國國民政府主席蒋中正曾赠送一張亲笔签名軍裝照給被譽為現代土耳其的肇建者、国父（Atatürk，意指「土耳其之父」）凯末尔，照片至今仍保存於凯末尔紀念館内。
1949年，中華民國政府遷台後，由於土耳其政府在冷戰時维持强烈的反共立场，故仍與中華民國維持外交關係，中国共产党則公开表示支持土耳其的左派运动。土耳其總理孟德斯執政时期，中共不断攻擊土耳其為“帝国主义走狗”，而土耳其輿論亦塑造了中共的負面形象。
1953年，土耳其在首都臺北恢復派駐中華民國大使。
1958年4月28日，土耳其總理孟德斯抵臺訪問。
1960年1月29日，土中友好協會在土耳其安卡拉成立。:654

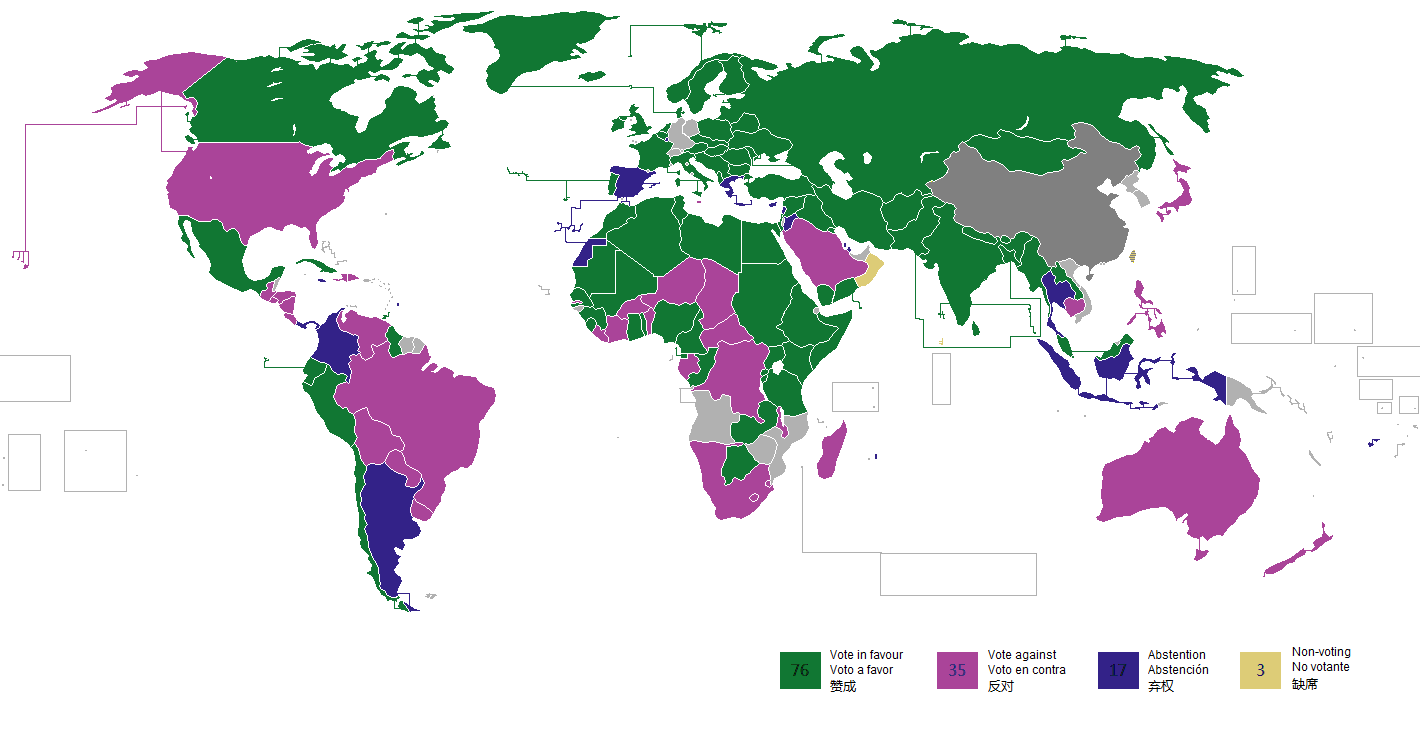
綠色國家表示在1971年的投票中反對中華民國續留聯合國，即《聯合國大會2758號決議》，其中包括土耳其。

1971年8月4日，土耳其與中華人民共和國建交。8月5日，與中華民國斷交。10月24日，土耳其在聯合國大會上就中國代表權問題，與絕大多數中東及歐洲國家一樣，支持中華人民共和國取得「中國」席次。
2001年、2005年，中華民國外交部長田弘茂、陳唐山先後訪問土耳其。
2018年2月3日，台北市長柯文哲率團訪問土耳其，成為首個到訪該國的台灣縣市首長，在抵達第1大城伊斯坦堡後於飯店接受土耳其政要宴請。由於土耳其政府計畫在台北市捐贈一座清真寺，相關細節的商談也是出訪的重點。4日，參訪臺灣佛教慈濟基金會設立的敘利亞難民義診醫院。5日，前往科曲大學（Koç University）參訪。此外，原本規劃要去首都安卡拉，但最終取消。
2020年1月11日，中華民國總統與立委選舉結束後，土耳其國家通訊社－安納杜魯新聞社在網站搭配中華民國國旗，報導蔡英文贏得台灣總統選舉。

### 代表機構
1989年8月21日，中華民國設立具大使館功能的駐安卡拉臺北經濟文化辦事處（Taipei Economic and Cultural Office in Ankara）。1993年11月16日，升格為駐安卡拉臺北經濟文化代表團（Taipei Economic and Cultural Mission in Ankara）。
1993年11月12日，土耳其於臺北設立類似功能的土耳其經濟代表團（Turkish Economic Mission），後於1994年初更名為駐台北土耳其貿易辦事處（Turkish Trade Office in Taipei）。1999年8月，辦事處設立台灣－土耳其文化經濟協進會，成員包括兩國政商學界人士。

## 經濟

### 貿易

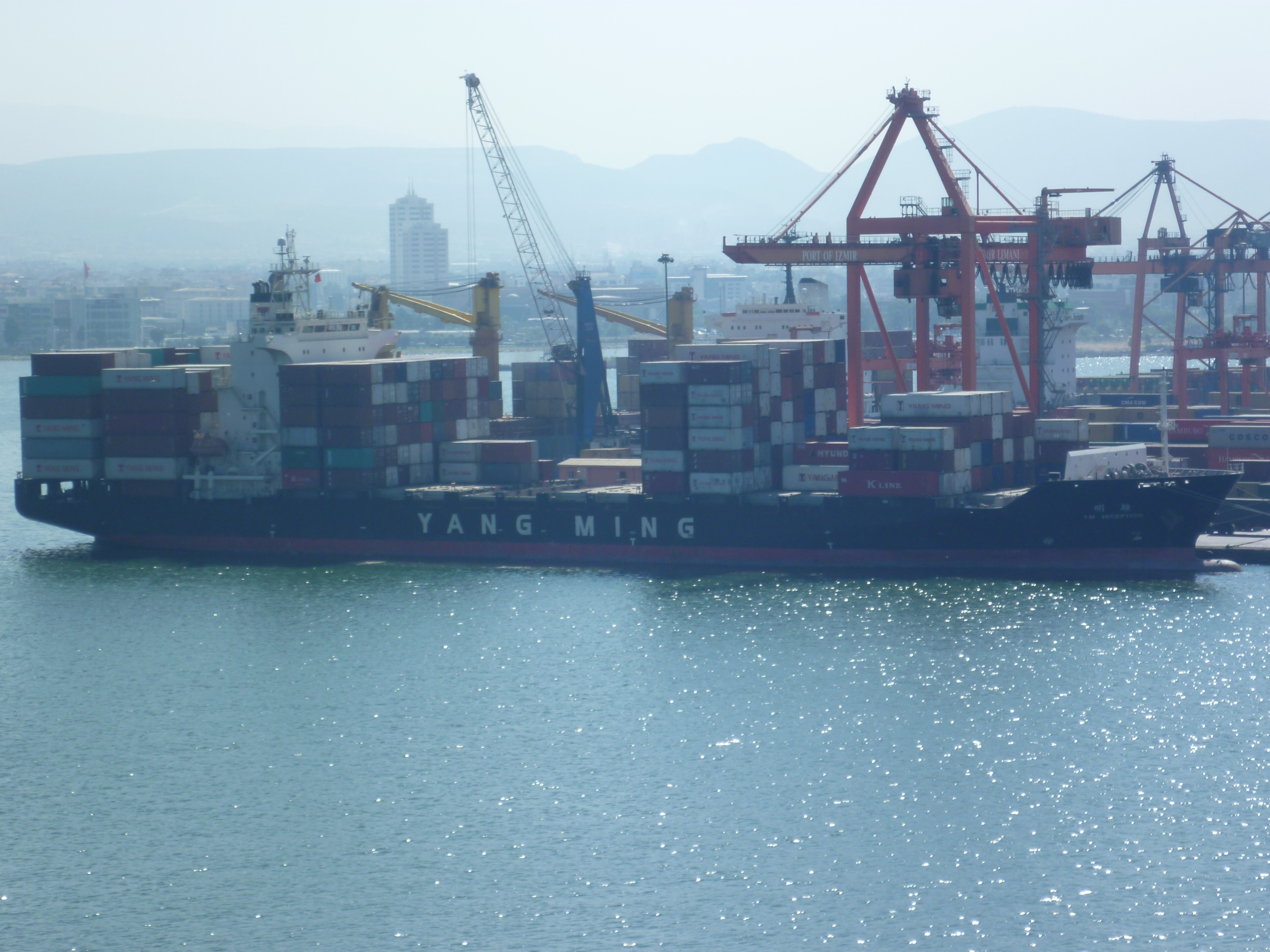
臺灣陽明海運貨輪停泊在土耳其伊茲密爾港

中華民國對外貿易發展協會（外貿協會）於土耳其第1大城伊斯坦堡設立台灣貿易中心（前身為1987年設立的遠東貿易服務中心駐伊斯坦堡辦事處）。經濟部國際貿易署則在首都安卡拉設立駐土耳其代表處經濟組。
| 年分 | 貿易總額      | 貿易總額 | 貿易總額 | 出口至土耳其  | 出口至土耳其 | 出口至土耳其 | 自土耳其進口 | 自土耳其進口 | 自土耳其進口 | 順逆差 |
| 年分 | 金額          | 年增減   | 排名     | 金額          | 年增減       | 排名         | 金額         | 年增減       | 排名         | 順逆差 |
| ---- | ------------- | -------- | -------- | ------------- | ------------ | ------------ | ------------ | ------------ | ------------ | ------ |
| 2017 | 1,817,673,079 | ▲29.6%   | 29       | 1,550,261,371 | ▲28.1%       | 21           | 267,411,708  | ▲39.1%       | 51           | 順差▲  |
| 2018 | 1,700,923,366 | ▼6.4%    | 33       | 1,330,681,670 | ▼14.2%       | 23           | 370,241,696  | ▲38.5%       | 45           | 順差▼  |
| 2019 | 1,358,226,843 | ▼20.1%   | 34       | 1,021,676,882 | ▼23.2%       | 27           | 336,549,961  | ▼9.1%        | 43           | 順差▼  |
| 2020 | 1,432,039,531 | ▲5.4%    | 33       | 1,072,170,678 | ▲4.9%        | 24           | 359,868,853  | ▲6.9%        | 47           | 順差▲  |
| 2021 | 1,766,960,602 | ▲23.4%   | 34       | 1,367,989,506 | ▲27.6%       | 24           | 398,971,096  | ▲10.9%       | 51           | 順差▲  |
| 2022 | 1,970,502,029 | ▲11.5%   | 34       | 1,575,418,541 | ▲15.2%       | 24           | 395,083,488  | ▼1.0%        | 53           | 順差▲  |
| 2023 | 1,819,591,166 | ▼7.7%    | 34       | 1,471,583,691 | ▼6.6%        | 23           | 348,007,475  | ▼11.9%       | 49           | 順差▼  |
| 2024 | 1,516,617,612 | ▼16.7%   | 36       | 1,214,537,824 | ▼17.5%       | 27           | 302,079,788  | ▼13.2%       | 53           | 順差▼  |

2023年的兩國貿易項目如下：
出口至土耳其的前10大項目為：金屬加工用綜合加工機、單體結構機與多站聯製機；集成电路；切削金屬用車床；苯乙烯之聚合物；熱軋之铁或非合金鋼扁軋製品；合成橡胶之板、片、條與從油類獲得之硫化油膏；丙烯酸聚合物；電話機（包括智能手机），以及其他傳輸或接收聲音、圖像之有線或无线网络通訊器具；特定用途機器之零件與附件；平面顯示模組等。
自土耳其進口的前10大項目為：涡轮喷气发动机、螺旋槳推動用渦輪機與其他燃氣渦輪機；小客車與其他主要設計供載客之機動車輛；以木材或其他木質纖維製成之粒片板、定向粒片板與類似板；天然硼酸鹽及其精礦；鐵屬廢料、重熔用廢鋼鐵鑄錠；硼之氧化物、硼酸；大理石、石灰華、石灰石與其他石灰質紀念碑用或建築用石以及雪花石膏；传动轴、曲柄、軸承、齿轮、滾珠、飛輪或滑轮、離合器或联轴器；帶殼禽蛋；淀粉、菊糖等。
截至2023年，土耳其對中華民國採取貿易救濟措施計有17件，其中反傾銷及反規避措施11件，包括纺织品、不鏽鋼管、滚子链等產品，另防衛措施6件（調查中1件，課稅中5件），包括紡織品原料、牙刷、研磨球等。土耳其亦對於多項產品實施進口監控，要求進口商須向該國貿易部進口局申請監控證書（surveillance certificate），增加進口成本。

### 投資
根據中華民國經濟部投資審議司統計，截至2022年，臺商赴土耳其總投資金額為2.86億美元，計有17件。另根據土耳其中央銀行統計，2002年－2022年的總投資金額為4.87億美元。目前臺商約36家，其他則透過第三地投資，大部分從事國際貿易，少數經營餐館。主要投資貿易業、制造业（金属製品；电子计算机、電子產品、光學製品、化學材料、汽車及其零件等）、纺织业、資通訊傳播業、批發零售業等。伊斯坦堡臺灣貿易中心自2012年推出「商務中心」服務，提供有意拓展土耳其市場的臺商各項支援。土耳其為加強吸引外資，於2013年開放外國自然人置產，但因政治立場，明文規定臺灣（自然）人不在此列（中華民國基於互惠原則亦明文規定，未允許土耳其人在臺置產）。若在土耳其投資成立企業，或投資入股土耳其企業，可以法人身分置產。
近期重要投資案有：合勤科技於2007年在土耳其設立分公司，經營无线网络產品銷售與維修。東元電機於2013年在土耳其設立分公司，公司產品來自臺灣或中國大陸，技術支援服務則交由當地合作廠商。研華科技於2018年與土耳其通路商Alitek簽署合作意向書，Alitek改名為研華土耳其分公司（Advantech Türkiye），研華入股60%，並逐步增加持股。台灣水泥於2019年與土耳其最大水泥集團OYAK成立合資公司，台泥持股40%。允強實業於2019年設立100%持股子公司的允強土耳其鋼鐵工貿公司。國際中橡於2019在荷蘭設立全資子公司，並由該子公司與土耳其OYAK集團在荷蘭成立合資公司，雙方持股各50%，從事土耳其境內的碳黑事業。
根據中華民國經濟部投資審議司統計，截至2022年，土耳其廠商赴臺總投資金額約667.4萬美元，計有123件。主要投資貿易業（皮革、毛皮及其製品；電腦、電子產品、光學製品、電力設備等）、批發零售業、住宿餐飲業、金融保險業等。
目前成立的組織有：土耳其臺灣商會、土耳其臺灣商業協會、中華民國臺灣土耳其經貿協會。

### 會展
2007年，中華民國國際經濟合作協會（國經協會）與土耳其對外經濟關係總會於臺北舉辦第1屆「臺土經濟合作會議」。此後於伊斯坦堡與臺北輪流舉辦，至2024年已舉辦11屆。
2020年，行政院農業委員會國際處與土耳其農業暨林業部歐盟暨國際關係局舉辦第1屆「臺土農業會議」。

#### 事件
1993年9月，台灣廠商參加「1993年土耳其伊茲密爾國際商展」，但由於中華人民共和國的阻撓，無法在展館外懸掛中華民國國旗，後經駐安卡拉臺北經濟文化代表團人員交涉，主辦單位允許在展館內懸掛國旗，中華人民共和國則以提前閉館以示抗議。

## 交流

### 援助
1990年8月，伊拉克入侵科威特引發中東危機後，中華民國政府於9月提供200萬美元現款與300萬美元的醫療器材援助土耳其用在該地區難民，並協助紓解財政困境。1991年1月16日，由台灣駐土耳其代表於首都安卡拉致贈給土耳其衛生部次長；3月，伊拉克爆發內戰後，其國內上百萬庫德族難民湧入土耳其及伊朗，中華民國政府提供1,000萬美元援助庫德族難民，其中，有200萬美元捐贈予土耳其紅新月會。
1999年9月21日，臺灣中部發生大地震，土耳其搜救隊（AKUT）於9月22日飛抵台灣協助救難工作，是最早抵達台灣的國際救難隊。在大地震發生後50小時，土耳其與德國的搜救團隊和消防局救難人員在彰化縣員林鎮龍邦富貴名門大樓，救出當地受困民眾。921大地震前的8月17日，土耳其西北部發生大地震造成嚴重傷亡，台灣慈濟基金會發起募款援助。9月25日，土耳其《時代報》以頭版介紹慈濟在土耳其發生大地震後的人道救援情況，報導寫到「台灣志工們，雖然他們的國家遭受毀滅性大地震，卻沒有中止在土耳其的救援工作，並沒有回國，因為是真心要幫助我們。」
1999年11月12日，土耳其西北部再度發生大地震，中華民國行政院長蕭萬長致電土耳其總理艾傑維特表達慰問，並捐贈20萬美元協助賑災。
2015、16年，援助土耳其境內敘利亞難民計畫，協助改善難民營衛生環境、興建難民學校及電腦教室、援贈義診中心之醫療器材等。
2020年10月31日，土耳其總統艾爾多安在Twitter發文表示「土耳其共和國非常感謝所有友好國家與國際組織在伊茲米爾地震之後表達的祝福與支持。」文中附圖包括中華民國國旗，但於11月1日刪文重發時撤下該國國旗，中華民國外交部證實，土耳其是受到中華人民共和國政府的施壓而刪改發文。

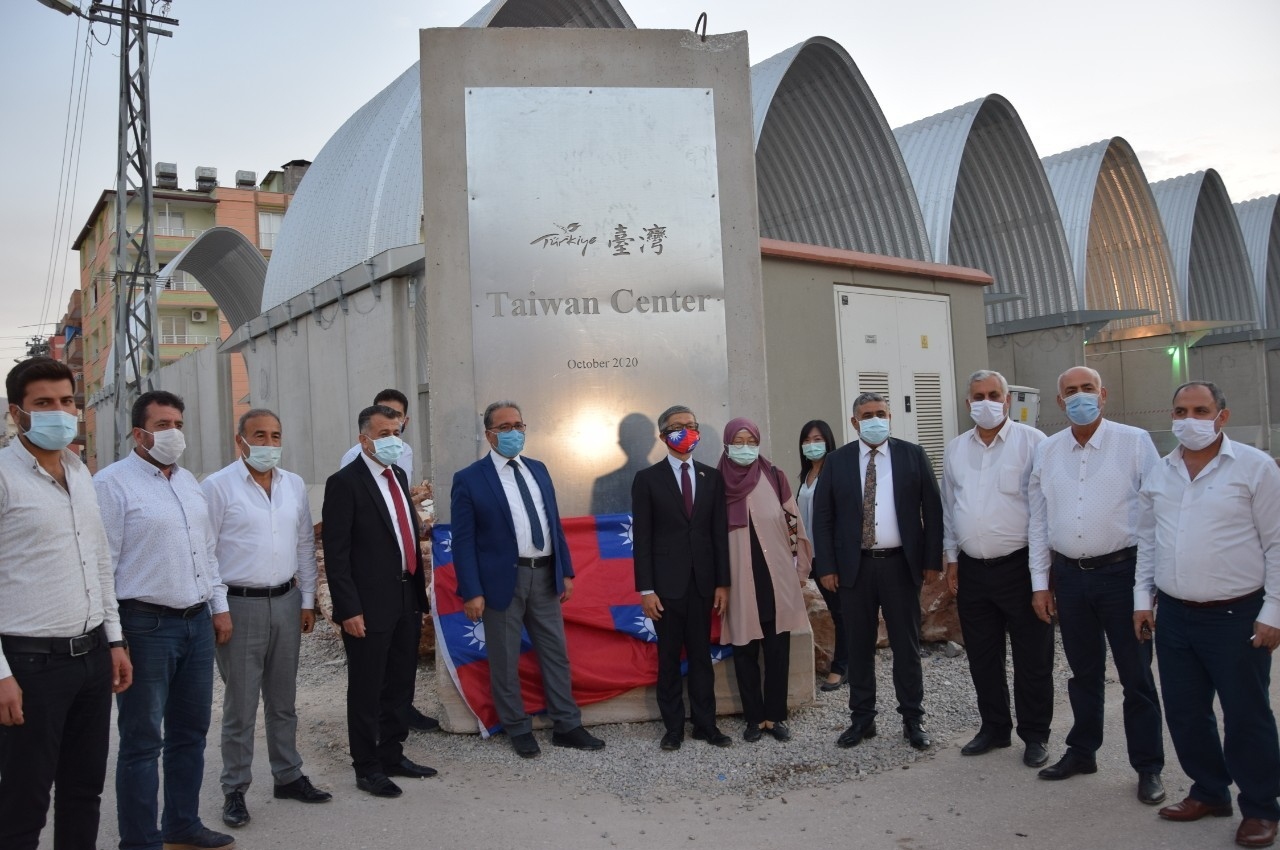
2020年10月，土耳其臺灣中心落成與揭牌。

2023年2月6日，土耳其南部發生大地震，中華民國政府捐贈20萬美元協助賑災。另有130名救援人員帶著5隻搜救犬及各式搜救裝備前往協助救災。7日，金額提高至200萬美元，並開設捐款帳戶至3月6日。截至2月17日，捐款共16萬6,512筆、金額9億1,381萬新臺幣，捐贈駐台北土耳其貿易辦事處的救援物資超過400公噸。除此之外，由中華民國外交部於2016年捐款成立的非營利組織「臺灣－雷伊漢勒世界公民中心」（土耳其臺灣中心）收容許多災民獲得安置。
2024年4月3日，臺灣東部發生大地震，土耳其無人機救援隊於6日抵臺協助，成為臺灣唯一接受的外國團隊，中央災害應變中心指揮官暨內政部長林右昌表示，因太魯閣地形惡劣、通訊困難，土耳其對無人機有經驗及特殊技術，才會運用測試在太魯閣較為困難地點，盼讓救援工作更順利。

### 教育
中華民國政府給予土耳其學生華語文獎學金及臺灣獎學金；土耳其政府也提供台灣學生獎學金，赴對方國家學習該國語文及獲得學位。
國立臺灣大學、國立清華大學、國立政治大學、國立中山大學、國立成功大學、國立中興大學、國立臺灣藝術大學、國立臺灣科技大學、國立臺北科技大學、國立屏東科技大學、臺北醫學大學、淡江大學等，與土耳其國立安卡拉大學、國立中東科技大學、國立伊斯坦堡理工大學、國立穆斯塔法凱末爾大學、國立哈西德配大學、國立建築師錫南藝術大學、畢爾肯大學、法提大學、卡迪爾哈斯大學、耶蒂特佩大學、科曲大學等簽有交換教授、交換學生獎學金之學術合作協議。
國立政治大學校長與國立安卡拉大學校長也曾獲頒對方大學的榮譽博士學位。
2012年，國立穆斯塔法凱末爾大學開設華語文學程並聘請台灣華語文教師赴該校授課。
2017年，國立政治大學土耳其語文學系成立「臺灣土耳其文化學會」，除了提供畢業系友聯誼服務，也推動整合愛好土耳其文化的臺灣人或喜愛臺灣文化的土耳其人交流互助平台，是臺灣第一個推廣雙邊文化交流的民間非營利組織。

### 宗教
2016年6月，土耳其標準局清真認證中心主任應經濟部國際貿易局邀請訪臺，並出席中華民國對外貿易發展協會（外貿協會）舉辦的「土耳其清真認證及市場商機說明會」，說明土耳其清真認證規定及市場商機。
2020年9月，土耳其清真認證委員會（Halal Accreditation Agency）與外貿協會舉辦「臺土清真認證合作線上座談會」。

## 司法

### 犯罪事件
2016年5月28日，土耳其警方在伊茲密爾省烏爾拉縣查獲52名中華民國籍與30名中華人民共和國籍涉嫌在土耳其從事電信詐騙的嫌犯。全案經土耳其完成偵訊後，其中10名中華民國籍嫌犯因涉及側錄ATM事證明確，遭土耳其法院裁定收押並進入後續司法調查程序，其餘42人因未查獲犯罪事證，僅以違反《移民法》逾期停留為由驅逐出境。6月8日遣返回台，由桃園地方法院檢察署檢視相關內容，但因全案犯罪事證薄弱，在刑事警察局人員訊問後釋放，但表示仍將成立專案小組進行調查。12月1日，中華民國外交部表示土耳其尚在清查受害者資料，其承辦檢察官將10名已收押的嫌犯申請延押，最長可達5年。
2016年7月3日，土耳其駐台副代表都庫哈里（Halil ibrahim Dokuyucu）前往台北市安和路某夜店消費時，酒醉後做出騷擾女客、踹車、襲警等脫序行為。8月17日被媒體披露。8月18日，都庫哈里以「精神壓力過大」為由請假返回土耳其，中華民國外交部稱沒有縱放都庫哈里，都庫哈里離台前，有向警察局道歉，並對店家賠償。8月23日，外交部確認他沒有外交豁免權，並通知法務部。10月，台灣要求土國讓都庫哈里回台面對司法，但土國決定撤換其駐台副代表職務並調回。12月4日，臺北地方法院檢察署將他通緝12年6個月，創下了北檢首次對國外駐台官員發布通緝的案例，由於兩國並無司法互助、引渡協定，因此確定無法將他引渡來台受審。
2021年11月26日，國營土耳其廣播電視公司新聞頻道等多家媒體報導，土耳其憲兵司令部、警察總局打擊移民走私與人口販運處、穆拉省憲兵分隊，與台灣執法機關合作，破獲人口販運與國際網路詐騙，逮捕27名中華民國籍嫌犯，以及救出33名被誘騙者。2023年8月，1名主謀被法院累計判刑220年定讞，相當於為每名被誘騙者坐牢6年8個月。

## 協定
| 日期           | 簽署 | 備註     |
| -------------- | --- | -------- |
| 1934年4月4日   | 《中國土耳其友好條約》 | 兩國建交 |
| 1957年2月12日  | 《中華民國與土耳其共和國文化專約》 |          |
| 1986年5月28日  | 《中華民國郵政總局與土耳其共和國郵政總局間國際快捷郵件協定》 |          |
| 2006年6月7日   | 《台灣金融監督管理委員會與土耳其資本市場管理局資訊交換瞭解備忘錄》 |          |
| 2006年6月      | 《畢爾肯大學與國立政治大學學術交流議定書》 《畢爾肯大學與國立清華大學學術交流議定書》 | [ 67 ]   |
| 2006年         | 《中華民國國際經濟合作協會與土耳其對外經濟關係總會合作諒解備忘錄》 | [ 註 3 ] |
| 2007年4月      | 《國立穆斯塔法凱末爾大學與國立台北科技大學學術合作協定》 《國立穆斯塔法凱末爾大學與國立屏東科技大學學術合作協定》 《國立穆斯塔法凱末爾大學與台北醫學大學學術合作協定》 《國立哈西德配大學與新竹科學工業園區科技合作備忘錄》 | [ 68 ]   |
| 2007年12月     | 《國立哈西德配大學與國立台灣大學學術交流合作協議書》 | [ 68 ]   |
| 2009年5月7日   | 《中華民國國際經濟合作協會與安卡拉商會合作備忘錄》 |          |
| 2013年10月     | 《駐安卡拉臺北經濟文化代表團與駐臺北土耳其貿易辦事處交換航權瞭解合作備忘錄》 |          |
| 2014年6月25日  | 《中華民國對外貿易發展協會與伊斯坦堡商會合作諒解備忘錄》 |          |
| 2014年10月15日 | 《中華民國對外貿易發展協會與安卡拉商會合作諒解備忘錄》 |          |
| 2015年3月5日   | 《中華民國對外貿易發展協會與土耳其工具機產業暨商人協會合作諒解備忘錄》 |          |
| 2015年6月      | 《臺土災害管理合作議定書》 | [ 55 ]   |
| 2015年11月18日 | 《中華民國對外貿易發展協會與土耳其出口商協會合作備忘錄》 | [ 55 ]   |
| 2016年3月15日  | 《臺土雙邊投資促進及合作瞭解備忘錄》 |          |
| 2016年11月23日 | 《土耳其工商暨商品交易總會與中華民國全國商業總會合作備忘錄》 | [ 69 ]   |
| 2017年2月      | 《臺土农业合作備忘錄》 |          |
| 2017年4月18日  | 《中華民國經濟部投資業務處與土耳其國立中東科技大學攬才合作備忘錄》 |          |
| 2017年10月     | 《駐安卡拉臺北經濟文化代表團與國立安卡拉大學臺灣研究講座備忘錄》 | [ 56 ]   |
| 2017年10月18日 | 《太陽光電產業協會與國際太陽能學會土耳其分會合作備忘錄》 |          |
| 2019年3月5日   | 《土耳其機械製造業者協會總會與臺灣機械公會同業公會合作備忘錄》 《土耳其機械製造業者協會總會與社團法人中華整廠發展協會合作備忘錄》                                                                                           |          |
| 2019年9月25日  | 《安卡拉產業協會與中華民國國際經濟合作協會合作備忘錄》 《安卡拉產業協會與社團法人中華整廠發展協會合作備忘錄》 |          |
| 2019年9月30日  | 《安卡拉商會與台北市進出口商業同業公會合作備忘錄》 |          |
| 2019年10月1日  | 《伊斯坦堡商會與臺北市進出口商業同業公會合作備忘錄》 |          |
| 2020年4月      | 《臺土中小企業合作備忘錄》 |          |
| 2022年6月28日  | 《國立安卡拉大學與國立屏東科技大學策略聯盟》 | [ 70 ]   |
| 2022年7月4日   | 《駐安卡拉臺北經濟文化代表團與土耳其紅新月會合作協議》 | [ 71 ]   |

## 簽證

持中華民國護照的中華民國國民簽證要求分布圖：入境土耳其可以電子簽證。

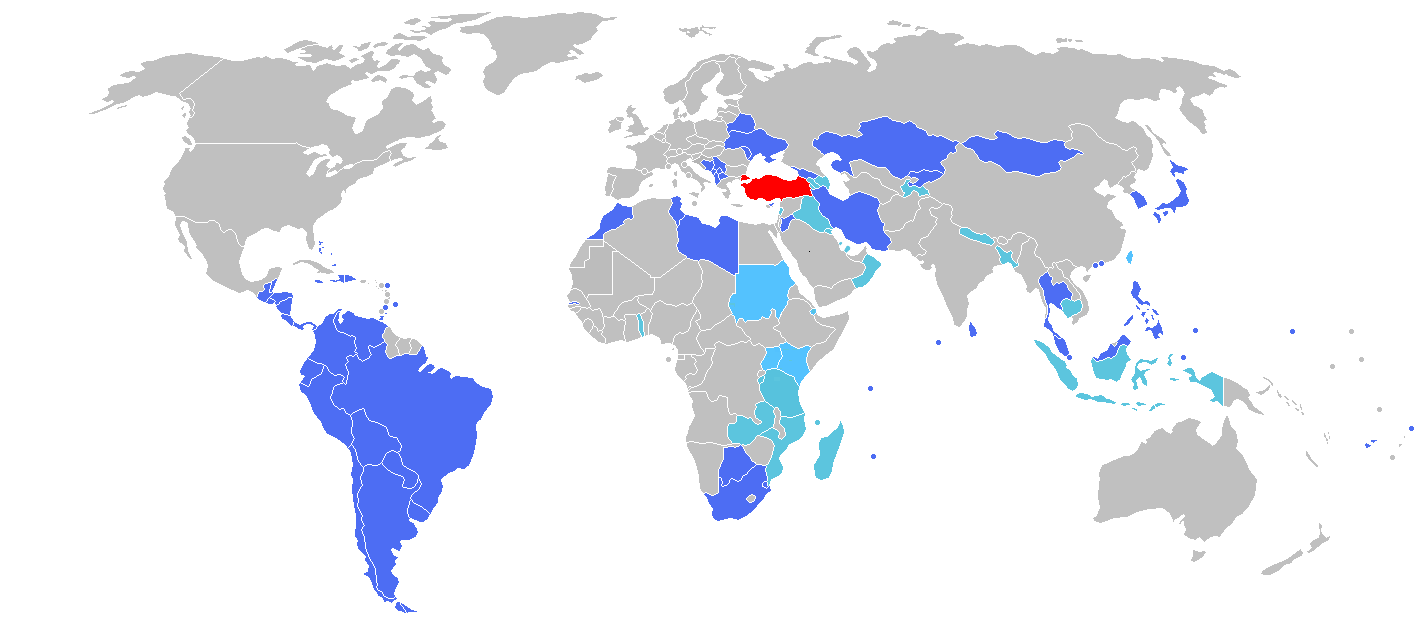
持土耳其護照的土耳其國民簽證要求分布圖：入境中華民國可以電子簽證／落地簽證。

兩國國民皆須申請簽證方可入境對方國家。持有中華民國護照的中華民國國民可上網申請電子簽證入境土耳其，免簽證費，6個月內可多次入境，每次停留最多30天，累計不得超過90天。若申請就學、工作等簽證，可至駐台北土耳其貿易辦事處網站預約，再親自前往申辦。未享免簽證待遇之外國旅客以觀光目的入境土耳其港口，可獲停留72小時之「港口城市入境許可」（Harbor City Entry Permit），非簽證，僅限於港口周邊旅遊。經土耳其轉機且未入境，無須申辦過境簽證。
持有土耳其護照的土耳其國民也可以電子簽證或落地簽證入境中華民國，停留最多30天並不得延期，免簽證費。

## 交通

### 航空
2015年3月31日，兩國通航。
雙邊航班來往的城市如下（截至2023年6月26日）：

#### 客運
| 中華民國 | 土耳其                 |
| -------- | ---------------------- |
| 臺北     | 伊斯坦堡（土耳其航空） |

#### 貨運
| 中華民國 | 土耳其                             |
| -------- | ---------------------------------- |
| 臺北     | 伊斯坦堡阿塔圖克（土耳其航空貨運） |

### 駕車
持有中華民國國際駕駛執照可在土耳其駕車6個月。

## 外部連結
| - 中華民國外交部－土耳其共和國簡介 （页面存档备份，存于） - 駐安卡拉台北經濟文化代表團（Facebook、Twitter、Instagram） - 外交部領事事務局－國外旅遊警示分級表 - 中華民國衛生福利部－國際旅遊疫情建議等級 - 中華民國國際經濟合作協會 （页面存档备份，存于） - 伊斯坦堡台灣貿易中心（Facebook） - 土耳其臺灣商會（Facebook） - 中華民國台灣土耳其經貿協會 - 臺灣土耳其文化學會 | - 駐台北土耳其貿易辦事處（Facebook） |